# Bernd Kölmel

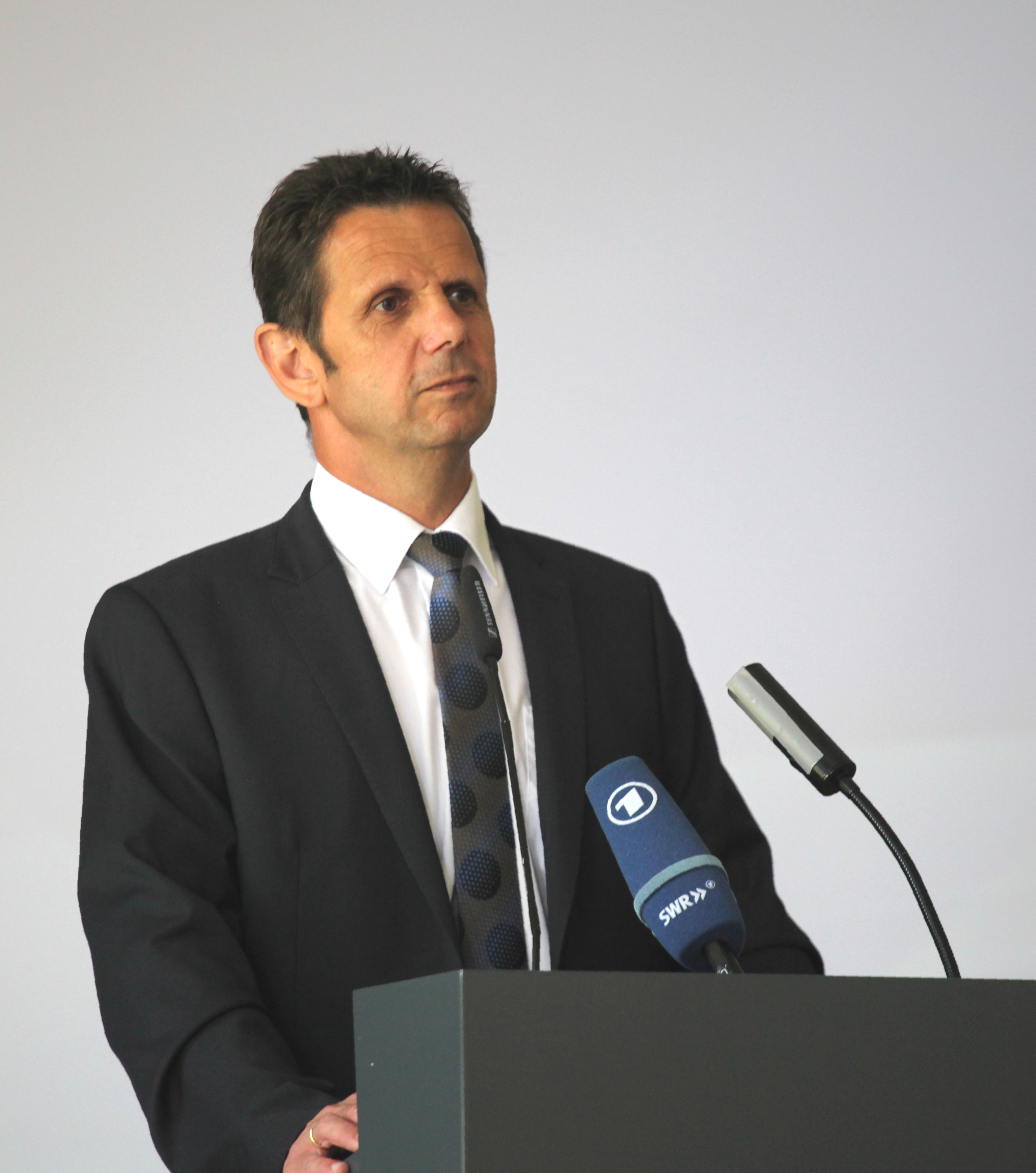
Bernd Kölmel auf dem Gründungsparteitag der ALFA in Baden-Württemberg im August 2015

Bernd Kölmel (* 8. Dezember 1958 in Rastatt) ist ein deutscher Beamter sowie Kommunal- und Europapolitiker (CDU, AfD, LKR). Von 2013 bis 2015 war er einer von zwei Landessprechern der AfD Baden-Württemberg und wurde bei der Europawahl 2014 in das Europäische Parlament gewählt.
Nach seinem Austritt aus der AfD wurde er 2015 Gründungsmitglied der Partei ALFA und Vorsitzender des Landesverbandes von Baden-Württemberg. Nachdem sich die Partei 2016 in Liberal-Konservative Reformer (LKR) umbenannte, wurde er zuerst stellvertretender Bundesvorsitzender und von 2017 bis zu seinem Parteiaustritt 2018 Bundesvorsitzender.

## Leben
Nach seinem Schulabschluss absolvierte Kölmel eine Ausbildung bei der Polizei in Göppingen und war während sechs Jahren im Polizeidienst in Heidelberg und Baden-Baden u. a. von 1977 bis 1981 als Sachbearbeiter im Verkehrsunfalldienst tätig.
Auf dem zweiten Bildungsweg studierte er von 1983 bis 1986 Rechtspflege an der Fachhochschule Schwetzingen. Anschließend arbeitete er bis 1989 als Rechtspfleger beim Amtsgericht Baden-Baden und dann bis 1993 als Koordinator für Informationstechniken beim Bundesverfassungsgericht in Karlsruhe.
Seit 1993 war Kölmel beim Landesrechnungshof in Karlsruhe in verschiedenen Funktionen tätig. Bis 2014 war er im Amt eines Ministerialrates als Referatsleiter zuständig für Haushaltsgrundsatz- und Querschnittprüfungen im Bereich Landeshaushaltsrechnung.
Kölmel ist seit Dezember 2022 in zweiter Ehe verheiratet und wohnt in Ötigheim. Seine erste Ehefrau starb 2018.

## Politisches Engagement

### Partei
Kölmel trat 1982 der CDU bei und engagierte sich zunächst in der Jungen Union. Später wurde er CDU-Ortsvorsitzender in Ötigheim. Bei der Kommunalwahl 2004 wurde er in den Gemeinderat gewählt.
Im Sommer 2012 trat er wegen politischer Differenzen, insbesondere infolge der Eurokrise, aus der Partei aus, nachdem er mit Interventionen bei seinem Wahlkreisabgeordneten erfolglos gewesen war. Er trat im Frühling 2013 in die AfD ein, baute deren Landesverband Baden-Württemberg federführend auf und wurde zum ersten Landessprecher gewählt. Er war Direktkandidat im Bundestagswahlkreis Rastatt und Spitzenkandidat auf der Landesliste der AfD bei den Bundestagswahlen 2013. Auf dem Landesparteitag in Pforzheim wurde er im November 2013 als Landessprecher bestätigt. Im Januar 2014 wählte ihn der Bundesparteitag in Aschaffenburg auf den dritten Listenplatz für die Europawahl 2014.
2015 war er Mitbegründer des Weckrufes 2015 um Bernd Lucke. Nach dem Rechtsruck auf dem Parteitag in Essen, trat er aus der Partei aus und gründete die Partei „Allianz für Fortschritt und Aufbruch“ (ALFA, seit 12. November 2016 Liberal-Konservative Reformer – LKR) mit, deren stellvertretender Vorsitzender er vom 19. Juli 2015 bis zum 17. Juni 2017 war. Bei der Landtagswahl in Baden-Württemberg 2016 trat er für seine Partei im Wahlkreis Tuttlingen-Donaueschingen an, verfehlte jedoch ein Mandat. Vom 17. September 2017 bis zu seinem Parteiaustritt aus der LKR am 25. September 2018 war Kölmel deren Bundesvorsitzender.

### Abgeordneter des Europäischen Parlaments
Vom 1. Juli 2014 bis zum Ende der Wahlperiode im Jahre 2019 war er Mitglied des Europäischen Parlaments. Dort war er Vorsitzender der Delegation für die Beziehungen zu Kanada (D-CA). Darüber hinaus gehörte er dem Haushaltsausschuss (BUDG), dem Haushaltskontrollausschuss (CONT) und als Stellvertreter der Delegation für die Beziehungen zu den Vereinigten Staaten (D-US) an.

## Politische Forderungen
Er unterstützt die „Demo für Alle“ im Rahmen der Kontroverse um den Bildungsplan 2015 (Baden-Württemberg).